# Antonino D'Agata
Antonino D'Agata (Avola, 23 febbraio 1882 – 26 febbraio 1947) è stato un politico italiano.
È stato deputato all'Assemblea Costituente.